# Acinodrillia amazimba
Acinodrillia amazimba là một loài ốc biển, là động vật thân mềm chân bụng sống ở biển trong họ Drilliidae.